# Jewgienij Paszukanis
Jewgienij Paszukanis (ros. Евгений Пашуканис; ur. 23 lutego 1891, zm. 4 września 1937) – radziecki teoretyk prawa, autor książki Ogólna teoria prawa a marksizm (1924).
Studiował prawo i ekonomię polityczną na uniwersytetach w Petersburgu i Monachium. Do Socjaldemokratycznej Partii Robotniczej Rosji wstąpił w wieku 17 lat. Po rewolucji październikowej przyłączył się do bolszewików, był przez pewien czas sędzią i urzędnikiem ministerstwa spraw zagranicznych. Po roku 1924 zajmował się głównie pracą naukową, stając się czołowym radzieckim teoretykiem prawa. Zwolennik koncepcji "obumierania państwa" w miarę budowy socjalizmu. Aresztowany i skazany na śmierć podczas Wielkiej Czystki w 1937 roku.
Najważniejsza w jego dorobku jest książka Ogólna teoria prawa a marksizm (1924, wyd. pol. 1985). Polemizując zarówno z teorią pozytywizmu prawnego, zgodnie z którą źródłem norm prawnych jest państwo, jak i z psychologizmem Leona Petrażyckiego, wskazuje Paszukanis na ścisłą zależność formy prawa od stosunków ekonomicznych. Twierdzi, że wszelkie prawo jest pochodną wymiany towarowej. W centrum rozważań stawia problem podmiotu. Podobnie jak dobra ekonomiczne przyjmują w społeczeństwie kapitalistycznym formę towaru (fetyszyzm towarowy), tak stosunki między ludźmi przyjmują postać relacji między podmiotami prawa (fetyszyzm prawniczy). Paszukanis podkreśla, że fetyszyzm jest nie tylko ideologią, lecz także realną siłą kształtującą stosunki między ludźmi, powodującą ich utowarowienie i "jurydyzację".